# زاك كلايتون
زاك كلايتون (17 أبريل 1921 - 1 نوفمبر 1997) (بالإنجليزية: Zack Clayton) هو لاعب كرة سلة أمريكي في مركز مدافع مسدد الهدف. لعب مع هارلم غلوبتروترز.

## وصلات خارجية
- زاك كلايتون على موقعبيزبول رفرنس.كوم (الدوري الرئيسي) (الإنجليزية)